# Fatehgarh Churian
Fatehgarh Churian là một thành phố và là nơi đặt hội đồng đô thị (municipal council) của quận Gurdaspur thuộc bang Punjab, Ấn Độ.

## Nhân khẩu
Theo điều tra dân số năm 2001 của Ấn Độ, Fatehgarh Churian có dân số 15.879 người. Phái nam chiếm 53% tổng số dân và phái nữ chiếm 47%. Fatehgarh Churian có tỷ lệ 72% biết đọc biết viết, cao hơn tỷ lệ trung bình toàn quốc là 59,5%: tỷ lệ cho phái nam là 75%, và tỷ lệ cho phái nữ là 68%. Tại Fatehgarh Churian, 12% dân số nhỏ hơn 6 tuổi.